# Kerk van Mitling-Mark
De Kerk van Mitling-Mark (Duits: Mitling-Marker Kirche) is een hervormde kerk in Mitling-Mark in de Oost-Friese gemeente Westoverledingen (Nedersaksen) en werd in de 13e eeuw op een warft gebouwd.

## Geschiedenis
De bakstenen kerk werd in de 13e of uiterlijk in de 14e eeuw als rechthoekige zaalkerk gebouwd. De plaats buiten het dorp en het feit dat het zeer hoge kerkhof waarop de kerk staat, overal met puin en stenen is gevuld, doet sterk vermoeden dat de kerk vroeger bij een klooster hoorde, dat al voor de reformatie werd afgebroken. Mogelijk dat de in de middeleeuwen aan het Heilig Kruis gewijde kerk een filiaalkerk was van de commanderij Muhde.
De merkwaardige klokkenstoel op de westelijke kant werd later aangebouwd. De oude portalen zijn dichtgemetseld, de ramen -drie in het noorden en vier in het zuiden- werden gedeeltelijk vergroot, één raam op de noordelijke kant werd dichtgemetseld. Het oostelijke deel van de kerk werd in 1520 in blokverband opnieuw opgemetseld en de hoeken voorzien van steunberen.
De kleine kerkgemeente onderhield tot 1939 een eigen predikant en wordt tegenwoordig vanuit de hervormde gemeente van Papenburg bediend. De tegenover liggende pastorie kreeg een recreatieve functie.

## Inventaris
Het doopvont van Bentheimer zandsteen dateert uit de 12e eeuw met een dubbel rankenfries rust op vier leeuwen. De barokke kansel in de kerk stamt uit 1723. De velden van de kansel worden door gedraaide zuiltjes gescheiden en bezitten bas-reliëfs van wijnstokken en -ranken. Een eenvoudige avondmaalstafel staat aan de oostelijke muur onder de galerij. De in 1764 geschonken kroonluchter ontsnapte aan de beslagname van metalen voorwerpen ten behoeve van de bewapeningsindustrie tijdens de beide wereldoorlogen. In het koor staan enkele grafzerken uit 1592 en 1623.

## Orgel
Brond de Grave Winter bouwde in 1859-1860 het kerkorgel met zeven registers. Het is het enige orgel van de bouwer dat volledig bewaard bleef. In 1917 moesten de orgelpijpen voor de oorlogsindustrie worden afgegeven, maar in 1919 werden de pijpen teruggeplaatst. Het instrument bezit nu 8 registers verdeeld over één manuaal en pedaal. De dispositie luidt als volgt:
| I Manuaal C–f3 |               |    |
| 1.             | Principaal    | 8′ |
| 2.             | Gedekt        | 8′ |
| 3.             | Dubbelfluit   | 8′ |
| 4.             | Octaaf        | 4′ |
| 5.             | Fluit amabile | 4′ |
| 6.             | Quint         | 3′ |
| 7.             | Flautino      | 2′ |

| Pedaal C–h0 |         |     |
| 8.          | Subbass | 16′ |

- Koppels: I/P